# Ángel Guirola
Ángel Guirola (Zacatecoluca, 15 de agosto de 1826 – Nueva San Salvador, 27 de abril de 1910) fue un banquero, cafetalero y político salvadoreño que gobernó como Primer Designado entre el 6 de abril y el 21 de agosto de 1884, durante la visita al extranjero del presidente de la República Rafael Zaldívar.

## Vida Familiar y Política
Nació en la ciudad de Zacatecoluca el 15 de agosto de 1826, en el hogar formado por el español Rafael María Guirola y la dama viroleña (zacatecoluquense) Gertrudis de la Cotera y González.
Fue enviado por su familia a estudiar a ciudad de Guatemala donde entró a servir como dependiente en la botica de don Pío Porta, donde permaneció hasta 1844; invirtiendo sus ahorros en el negocio internacional del añil, pronto extendió sus operaciones hasta La Habana, Panamá (ciudad) y Nueva York, por lo cual en 1852 paso a residir a San Vicente (El Salvador), donde tenía sus propiedades añileras.
En 1858 contrae matrimonio en Nueva York con la jamaiquina Cordelia Duke Alexander, con quien posteriormente se radicaría en San Salvador, mientras cumplía las funciones de diputado en la legislatura ordinaria de dicho año.  
En 1866 abre su mansión en la ciudad de Nueva San Salvador (actual municipio de Santa Tecla), la cual posteriormente fue reemplazada por la llamada «Casa de las Águilas» que se encuentra situada en la esquina Noroeste del parque San Martín.
Electo como diputado para las Constituyentes de 1880 y 1883, en la cual ocupó la Vicepresidencia, también fue designado a la presidencia, senador y presidente del poder legislativo en los años 1884 y 1885.

## Ejercicio del Ejecutivo
Detentó el Poder Ejecutivo entre el 6 de abril al 21 de agosto de 1884, mientras el doctor Rafael Zaldívar realizaba una visita oficial por diversos países europeos, con tal de escapar de la presión del general guatemalteco Justo Rufino Barrios.

## Vida Posterior
El 6 de enero de 1885, junto con los señores J. Maurice Duke, Francisco Camacho, Emeterio S. Ruano, J. M. Alexander y otros fundaron una institución bancaria en los predios que pertenecieron a la familia colombiana Álvarez Lalinde, en el costado poniente de la Plaza Morazán; esta institución originalmente se denominó Banco Particular de El Salvador, cambiando su denominación en 1891 por Banco Salvadoreño.
Entre marzo y junio de 1885, ejerció labores mediadoras durante la invasión del general Justo Rufino Barrios y la revolución encabezada por el general Francisco Menéndez; con el triunfo de la revolución del general Menéndez, abandonó el país y viajó por Estados Unidos y Europa.
Durante la guerra con Guatemala de 1906 perdió a su hijo Adalberto,  graduado de la academia militar de West Point, quien peleaba bajo las órdenes del general Tomás Regalado; en homenaje a su memoria desembolsó cien mil pesos para la creación del asilo de huérfanos que aún funciona en la ciudad de Santa Tecla.
Dedicado a sus negocios, falleció el 27 de abril de 1910.